# Tavullia
Tavullia (La Tomba in dialetto gallo-piceno) è un comune italiano di 7 973 abitanti della provincia di Pesaro e Urbino nelle Marche.
Fino al 23 luglio 1940 si è chiamata Tomba di Pesaro (Tomba è parola di origine latina che significa altura).
Il comune è noto presso gli appassionati di motociclismo per essere il luogo d'origine del pilota motociclistico italiano Valentino Rossi. 

## Geografia fisica
Il territorio comunale include un'exclave, identificabile nella frazione di Belvedere Fogliense, compresa tra i comuni di Mondaino, Montecalvo in Foglia, Montegridolfo e Vallefoglia.
La sede comunale sorge nella valle del Tavollo, mentre le frazioni di Babbucce e Monteluro si sviluppano sullo spartiacque fra i bacini idrografici del Tavollo e del Foglia. L'intero territorio dell'exclave, comprendente le frazioni di Belvedere Fogliense, Padiglione e Rio Salso, si estende nella sinistra orografica del Foglia, ricadendo nell'area urbana d'attrazione centrata a Montecchio di Vallefoglia.

## Storia
Il primo insediamento risale presumibilmente all'Alto Medioevo, data la presenza di un castello situato sul declivio di Monte Peloso, denominato "Castrum Montis Pilos Tumbao". Tavullia è stato luogo di violenti scontri tra la famiglia Malatesta e quella dei Da Montefeltro, rispettivamente appartenenti alle fazioni dei Guelfi e dei Ghibellini. La battaglia più sanguinosa si verificò nei dintorni di Monteluro, quando la famiglia degli Sforza intervenne a favore dei Malatesta, determinandone la vittoria. Il territorio circostante presentava molti castelli, che però non sono sopravvissuti sino ai nostri giorni: del Castello di Monteluro, ad esempio, ci sono pervenute solo le rovine nonostante sia stato una postazione d'importanza strategica nel corso dei secoli.

### Simboli
(Descrizione araldica dello stemma)
(Descrizione araldica del gonfalone)
(Descrizione araldica della bandiera)
Lo stemma e il gonfalone sono stati concessi con decreto del presidente della Repubblica del 6 aprile 1987.

## Società

### Evoluzione demografica
Abitanti censiti

### Etnie e minoranze straniere
Secondo i dati ISTAT al 1º gennaio 2021 la popolazione straniera residente era di 504 persone e rappresentava il 6,4% della popolazione residente. Invece le comunità straniere più numerose (con percentuale sul totale della popolazione straniera) erano:
1. Romania, 102 (20,24%)
2. Albania, 84 (16,67%)
3. Marocco, 70 (13,89%)
4. Nigeria, 24 (4,76%)
5. Ucraina, 23 (4,56%)
6. Macedonia del Nord, 21 (4,17%)
7. Polonia, 19 (3,77%)
8. Moldavia, 19 (3,77%)
9. Senegal, 16 (3,17%)
10. Russia, 14 (2,78%)

## Monumenti e luoghi d'interesse
- Chiesa di San Lorenzo, a Tavullia, all'interno della quale, alla parete di fondo dell'abside, è un'Ultima Cena di Nicolò Martinelli, detto Trometta, databile al 1570 circa, già nella Chiesa del Sacramento a Pesaro, dall'impianto manieristico grandioso, con il punto di vista rialzato che crea un’antinaturalistica prospettiva cara al tardo manierismo romano, mentre l'attenzione per i dettagli anche naturalistici mostra l'interesse per la pittura nordica.[10]
- Chiesa di San Donato, a Belvedere Fogliense

## Geografia antropica

### Frazioni
Babbucce è una frazione posta lungo la provinciale che collega Tavullia a Pesaro. Altre frazioni sono Belvedere Fogliense (Montelevecchie), Padiglione, Rio Salso che si trovano lungo la provinciale da Pesaro Carpegna. Rio Salso fu la dimora dello scrittore Fabio Tombari.

## Amministrazione
| Periodo        | Periodo        | Primo cittadino    | Partito                                                       | Carica  | Note   |
| -------------- | -------------- | ------------------ | ------------------------------------------------------------- | ------- | ------ |
| 26 marzo 1986  | 7 giugno 1990  | Giancarlo Borra    | Partito Comunista Italiano                                    | Sindaco | [ 11 ] |
| 7 giugno 1990  | 24 aprile 1995 | Giancarlo Borra    | Partito Comunista Italiano Partito Democratico della Sinistra | Sindaco | [ 11 ] |
| 24 aprile 1995 | 14 giugno 1999 | Giancarlo Borra    | Sinistra                                                      | Sindaco | [ 11 ] |
| 14 giugno 1999 | 13 giugno 2004 | Giancarlo Borra    | Centro-sinistra                                               | Sindaco | [ 11 ] |
| 13 giugno 2004 | 8 giugno 2009  | Bruno Del Moro     | Centro-sinistra                                               | Sindaco | [ 11 ] |
| 8 giugno 2009  | 26 maggio 2014 | Bruno Del Moro     | Per Tavullia                                                  | Sindaco | [ 11 ] |
| 26 maggio 2014 | 27 maggio 2019 | Francesca Paolucci | Francesca sindaco                                             | Sindaca | [ 11 ] |
| 27 maggio 2019 | 10 giugno 2024 | Francesca Paolucci | Francesca sindaco                                             | Sindaca | [ 12 ] |
| 10 giugno 2024 | in carica      | Patrizio Federici  | Insieme per Tavullia                                          | Sindaco | [ 11 ] |

## Sport

### Calcio a 11
A Tavullia ci sono tre squadre di calcio: il Valfoglia A.S.D. che ha sede a Montecalvo in Foglia, ma è di Tavullia e gioca nel girone A di Promozione, l'Athletico Tavullia che gioca il campionato regionale di 1ª Categoria e il Babbucce che invece milita in 3ª Categoria. 

### Motomondiale
Tavullia è il luogo in cui è cresciuto il 9 volte campione del mondo del motomondiale Valentino Rossi. Vi si trova inoltre la sede del suo team.